# Joseph Fodor
Joseph Fodor (21 janvier 1751, Venlo - 3 octobre 1828, Saint-Pétersbourg), né Josephus Andreas Fodor, est un compositeur et violoniste néerlandais.

## Biographie
Joseph Fodor est le fils d'un écuyer en poste à Hanovre et de Maria Elisabeth Messemaecker, issue d'une famille de musiciens.
Il apprend le violon à Venlo, avec d'être envoyé à Berlin auprès du compositeur et violoniste Franz Benda.
À la fin des années 1780, il se rend à Paris, et se fait remarquer lors de représentations données dans le cadre du concert spirituel.
Il épouse dans la capitale française Louise Edme Marmet en 1787. Le couple a plusieurs enfants, mais seule Geneviève Joséphine Fodor, qui sera cantatrice, survit. Ils quittent la France peu après sa naissance, vers 1793, pour la Russie, émigrant sans doute du fait de la Révolution française. 
Joseph Fodor est professeur auprès des enfants impériaux à Saint-Pétersbourg ; en parallèle il enseigne à sa fille la harpe et le piano.
Ses frères Charles Fodor (1759-ca.1799) et Antoine Fodor (1768-1846) sont également des compositeurs et des pianistes reconnus.

## Œuvres
Il compose de nombreux duos, concertos, quatuors ou encore sonates pour violon, dont les éditions sont en partie accessibles en ligne.